# プロジェクト憲章
プロジェクト憲章（英: project charter）は、プロジェクト管理ではプロジェクトの範囲、目的および参加者の記述である。プロジェクトチャーター、プロジェクト定義、プロジェクトステートメントとも呼ばれる。役割と責任の予備的な説明を行い、プロジェクトの主要な目標の概要を示し、主要な利害関係者を特定し、プロジェクトマネージャの権限を定義する。 
プロジェクト憲章は次のことを行う必要がある。
- プロジェクトのエッセンスを入れ込む。
- プロジェクトについての共通の理解を記述。
- プロジェクトスポンサー、主要な利害関係者、およびプロジェクトチーム間の取り決めを記述。

プロジェクト憲章は通常、より詳細な文書である提案依頼書を参照する短い文書である。
Initiative for Policy Dialogue (IPD) では、この文書はプロジェクト憲章として知られている。顧客関係管理（CRM）では、プロジェクト定義レポートと呼ばれる。 IPDとCRMはどちらも、プロジェクト管理プロセスの一部としてこの文書を必要とする。
プロジェクト憲章は、特にマトリックス管理環境において、プロジェクトマネージャに割り当てられる権限を確立する。これは業界のベストプラクティスと見なされている。
プロジェクト憲章の目的は、以下を文書化することである。
- プロジェクトを実施する理由
- プロジェクトの目的と制約
- ソリューションに関する指示
- 主な利害関係者
- プロジェクトの範囲内および範囲外の項目
- 早期に特定されたリスク（リスク管理計画は、プロジェクト管理計画全体の一部として計画する）
- ターゲットプロジェクトのメリット
- 高レベルの予算と支出の権限

プロジェクト憲章の3つの主な用途は次のとおりである。
- プロジェクトの承認に使う: 同等の書式を使用して、プロジェクトを投資収益率によってランク付けおよび承認する。
- プロジェクトの営業文書として使う: 他のプロジェクトでプロジェクトリソースを使われないように、利害関係者に配布、提示、保管しておいてもらう1〜2ページの要約。
- プロジェクト全体の基準として使う: たとえば、スコープ管理を支援するためにチーム会議や変更管理会議で用いる基準となる。

大規模な多段階プロジェクトの場合、検証は個々の段階ごとに作成する。たとえば、プロジェクトの範囲決めと調査段階で最初の憲章を作成し、プロジェクトの構築段階で計画憲章と実行憲章を作成する場合もある。
プロジェクト憲章は、プロジェクトの最初の段階で作成される。憲章の作成と利害関係者の特定は、開始段階の2つの主要なアクションである。
憲章の作成に必要なものは次のとおりである。
- プロジェクトの作業明細書
- ビジネスケース
- 契約
- 仮定
- 企業標準、業界標準、規制、規範
- 組織のプロセス、資産、テンプレート

通常、プロジェクトマネージャが憲章の作成を主導する。プロジェクトマネージャは、専門知識と経験を利用して憲章を作成する。プロジェクトマネージャは、主要な利害関係者（顧客およびプロジェクトスポンサー）、PMO、組織内外の対象分野の専門家、組織内の他の部門と協力し、業界団体または専門機関と協力して憲章を作成することもある。プロジェクトマネージャは、ブレーンストーミング、問題解決、紛争解決、会議、期待値管理などを行いながら、憲章を作成する。
憲章が署名されると、プロジェクトを正式に実行し、プロジェクトを成功させるために組織の資金とリソースを使用する権限が、プロジェクトマネージャに付与される。